# باشگاه فوتبال براکنل تاون
باشگاه فوتبال براکنل تاون (به انگلیسی: Bracknell Town Football Club) یک باشگاه فوتبال در شهر براکنل، کشور انگلستان است که در سال ۱۸۹۶ میلادی تأسیس شده‌است.